# Цай Лун
Цай Лун (на китайски: 蔡伦) е древнокитайски сановник, на когото традиционно се приписва изобретяването на хартията.

## Биография
Цай Лун е роден през 50 (или 62) година в китайския град Гуейян. Има сведения, че през 75 година е служил като евнух в императорския двор на източната династия Хан, а през 89 г. става главен евнух. През следващите години е работил при производството на оръжия.
През 105 година Цай Лун е изобретил хартията и процеса за производство ѝ. Цай Лун почива през 121 година в Луоян.